# Zygmunt Zenon Idzikowski
Zygmunt Zenon Idzikowski (ur. 1884 w Kaliszu, zm. 28 sierpnia 1911 w Warszawie) – polski poeta tworzący w nurcie symbolizmu.

## Życiorys
Zygmunt Idzikowski był synem Edmunda (1850–1894), adwokata przysięgłego w Kaliszu, i Wandy z Łopuskich. Wykładał język polski w szkołach żeńskich. Na skutek zazdrości o żonę, zastrzelił ją, a następnie sam popełnił samobójstwo.

## Dzieła
- Poezje Zygmunta Zenona Idzikowskiego, Warszawa 1912.[2]